# Helga Neuner
Helga Neuner (* 10. Juni 1940 in München) ist eine deutsche Schauspielerin.

## Leben
Neuner besuchte die Oberschule. Während ihrer Schulzeit nahm sie Gesangsunterricht und erhielt eine Tanzausbildung. Nach Abschluss ihrer Schulzeit absolvierte sie eine Schauspielausbildung. Theatererfahrungen sammelte sie zunächst bei einigen Boulevardtheatern. Anfang der 1960er Jahre spielte sie kurzzeitig Theater in Bremen. Es folgten Verpflichtungen nach München und Berlin; Gastspielreisen führten sie nach Zürich und Wien. Außerdem trat Helga Neuner auch bei den Ruhrfestspielen Recklinghausen auf.
Neuner hatte 1954 ihre erste Filmrolle unter der Regie von Rudolf Schündler in der Operettenverfilmung Viktoria und ihr Husar. 1956 spielte sie in dem Heimatfilm Die Geierwally an der Seite von Barbara Rütting die Rolle der hübschen Kellnerin Afra, die von Wally als Rivalin um die Gunst des Jägers Josef angesehen wird. 1958 verkörperte sie die Rolle des Heiderl Tschöll, eine der drei attraktiven Töchter des Glasermeisters Tschöll, in dem Operettenfilm Das Dreimäderlhaus. 1960 übernahm sie die Rolle der Tänzerin Ann in dem seinerzeit wegen einiger freizügiger Szenen umstrittenen Horrorfilm Ein Toter hing im Netz.
Ab 1960 spielte Neuner in insgesamt 23 Folgen die Rolle der Sekretärin Helga Schneider in der Familienserie Die Firma Hesselbach. Neuner wirkte zunächst bis Folge 10 mit, hatte in der Serie unter anderem ein Techtelmechtel mit dem „Betriebs-Playboy“ und späteren Prokuristen Fred Lindner (Joachim Engel-Denis), heiratete dann in der Serie Willi Hesselbach (Joost Siedhoff) und ging mit ihm nach Amerika. Ab Folge 30 spielte sie dann bis zum Ende der zweiten Staffel 1963 in der Serie wieder mit. In der Serie kehrte sie anlässlich der Hochzeit von Heidi Hesselbach mit Fred Lindner zurück.
Nach Abschluss der Dreharbeiten zur Firma Hesselbach gab Neuner 1963 ihre Schauspielkarriere auf und zog sich weitgehend ins Privatleben zurück.
Neuner war mit dem Filmkomponisten Rolf Alexander Wilhelm, dem Bruder des Regisseurs Kurt Wilhelm, verheiratet.

## Filmografie
- 1954: Viktoria und ihr Husar
- 1956: Die Geierwally
- 1957: Familie Schimek
- 1958: Das Dreimäderlhaus
- 1960: Ein Toter hing im Netz
- 1960–1963: Die Firma Hesselbach